# Шушњевица
Шушњевица (ир. Şuşńieviţe/Susńieviţa, итал. Valdarsa) је село у хрватском делу Истре. Налази се на територији општине Кршан, на путу Бузет-Лабин и према попису из 2001. године има 75 становника.
Шушњевица је највеће место Ћића (истарских Влаха). Помиње се први пут 1340. године. У Другом светском рату је велик број Ћића напустио село. Године 1942, село је имало око 3.000 становника.
На гробљанској цркви Св. Силвестра уочљиви су остаци фресака као и глагољашки графити настали између 16. и 18. века. Жупна црква Св. Ивана Крститеља саграђена је 1838. године.